# Ilana Rooderkerk
Ilana Rooderkerk (Leiderdorp, 4 mei 1987) is een Nederlands politica namens D66 en voormalig soapactrice. Ze is lid van de Tweede Kamer der Staten-Generaal.

## Biografie
In 2005 rondde Rooderkerk haar gymnasiumopleiding af aan het Stedelijk Gymnasium Leiden. Zij had een vaste rol in de soapserie Onderweg naar Morgen, waarin zij van 2005 tot 2010, toen de serie stopte, de rol van Esmee Klein speelde.

### Politiek
Rooderkerk begon haar politieke carrière als portefeuillehouder Kunst, Cultuur en Media voor de Jonge Democraten. Zij was van 2014 tot 2018 bestuurscommissielid voor D66 in Amsterdam-West. In 2018 werd zij gemeenteraadslid in Amsterdam. Van 2022 tot 2023 was zij fractievoorzitter voor D66 in de Amsterdamse gemeenteraad. Per 3 oktober 2023 ging ze met zwangerschapsverlof. Ze kreeg de Els Borst Netwerk Inspiratieprijs 2022.
Voor de Tweede Kamerverkiezingen van 22 november 2023 stond Rooderkerk op plaats zes van de kandidatenlijst van D66, wat voldoende was om gekozen te worden. Hierom kwam ze niet meer terug in de gemeenteraad. Zij werd geïnstalleerd op 6 december 2023. Direct daarna ging ze wederom met zwangerschapsverlof. Haar baby was inmiddels een maand geleden geboren, maar vanwege de regelgeving van de Tweede Kamer kon ze pas op 29 maart 2024 terugkomen.
Mpanzu Bamenga · Rob Jetten · Jan Paternotte · Wieke Paulusma · Anne-Marijke Podt · Ilana Rooderkerk · Joost Sneller · Hans Vijlbrief · Hanneke van der Werf
- Parlement.com: vm6fgryecqx4